# Svetlana Kopystiansky

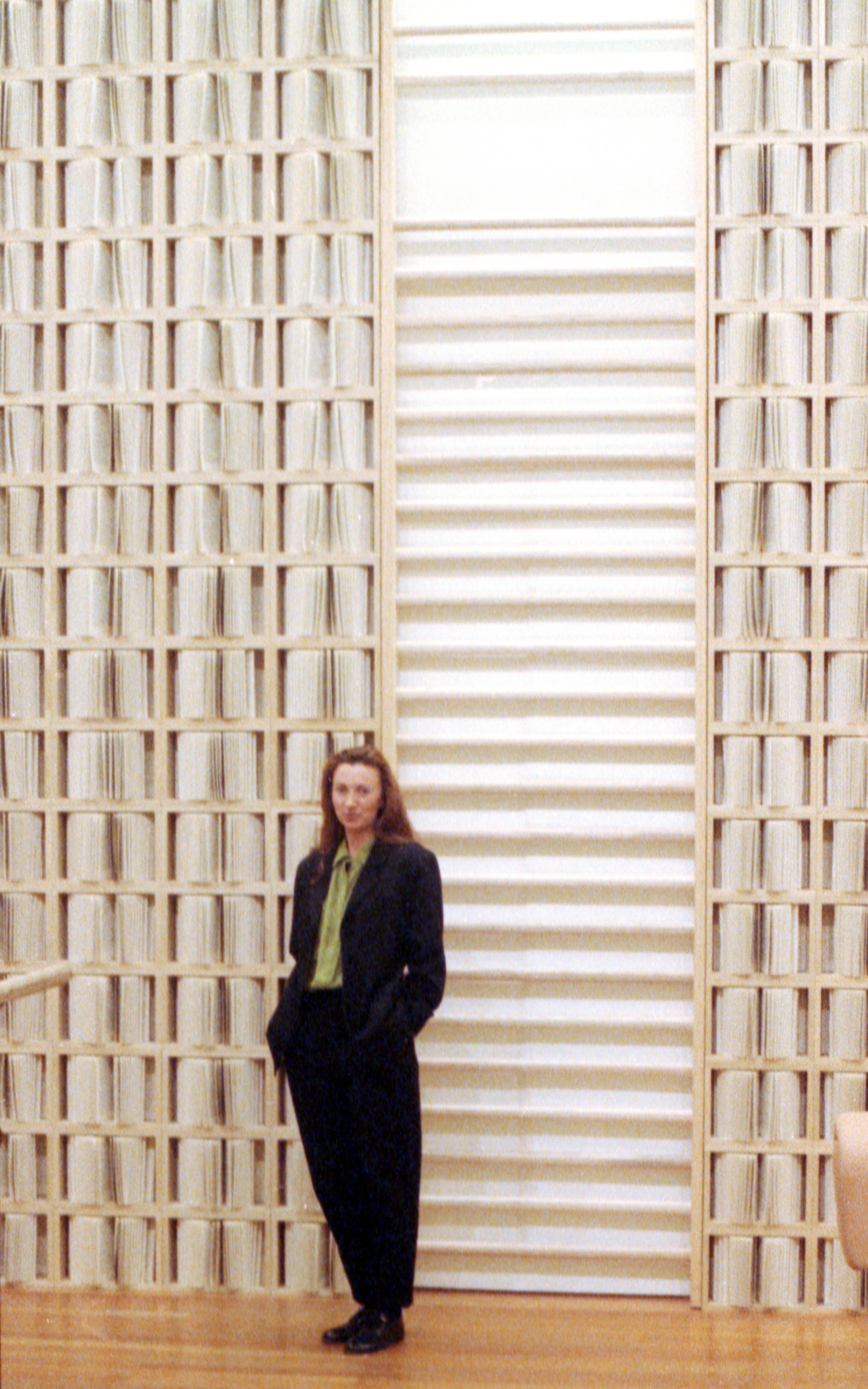
Svetlana Kopystiansky in der Installation Universal Space (1994) Sammlung Centre Pompidou

Svetlana Kopystiansky (* 11. November 1950 in Woronesch) ist eine US-amerikanische Künstlerin, die in New York lebt. Sie arbeitet multimedial, unter anderem in Malerei, Fotografie, Film und Video, wobei die Auseinandersetzung mit Sprache ihr zentrales Paradigma ist. An Film- und Videoarbeiten arbeitet sie mit ihrem Ehemann Igor Kopystiansky zusammen. Ihre unabhängigen und gemeinsamen Werke werden international gezeigt und werden von großen amerikanischen, europäischen und australischen Museen gesammelt. Archive von Igor und Svetlana Kopystiansky befinden sich im Centre Pompidou, Kandinsky Library.

## Leben und Werk
Von den späten 1970er- bis in die späten 1980er-Jahre gehörte sie der Generation „sowjetischer nonkonformistischer Künstler“ an. 1979 wandte sich Svetlana Kopystiansky der Avantgarde-Tradition zu. Ihre Werke Correct Figures/Incorrect Figures (1979) kommentierten das Werk von Malewitsch, während White Album (1979) auf dem von Marcel Duchamp eingeführten Konzept des „gefundenen Objekts“ basierte. Die Papierarbeiten Plays imitierten Samuel Becketts trockenen Humor und seine Betrachtungen über die Banalität des Lebens und enthielten Verweise auf Alexander Rodtschenkos Ideen. 
1980 begann Kopystjansky mit der Arbeit an ihren beiden konzeptionell und formal verwandten Serien Landscapes und Seascapes. In beiden Serien verschmelzen Text und Bild: Bei näherer Betrachtung einer Landschaft oder eines Seestücks erkennt man ein Muster aus handgeschriebenem Text, der die Leinwand ausfüllt und Auszüge von klassischen Autoren wie Leo Tolstoi, Samuel Beckett und Paul Eluard enthält. Die Konturen der Landschaft ergeben sich durch die verschiedene Farb-intensität der Tinte. In jüngeren Arbeiten zerknüllt sie das beschriebene Leinwand, so dass Strukturen entstehen, die den Text zeigen und gleichzeitig partiell verhüllen. Seit Anfang der 1980er Jahre begann Svetlana an einer Gemäldeserie zu arbeiten, die gefundene Texte aus der internationalen klassischen Literatur verarbeitete. In dieser Werkreihe kombinierte sie visuelle und verbale Sprache und gestaltete die visuelle Form aus handgeschriebenen Texten. Aus der Ferne mögen diese Gemälde Seestücke oder Landschaften ähneln, doch bei näherer Betrachtung kann der Betrachter den Text erkennen und lesen. Für eine weitere Serie textbasierter Arbeiten schrieb Svetlana gefundene Texte aus Romanen handschriftlich auf ölgemalte Leinwände. Dabei nutzte sie die besonderen physikalischen Eigenschaften des Stoffes, wie beispielsweise seine Elastizität, die es der Künstlerin ermöglichte, die Texte nach Belieben zu Falten zu formen. So entstanden Gemälde, in denen einfache geometrische Formen skizziert und das Material frei in verschiedenen großen oder kleinen Falten angeordnet wurde. Dieser Ansatz führte zur Dekonstruktion der ursprünglichen Textform, wobei die neue Form eine neue Abfolge von Buchstaben und Zeichen hervorbrachte. Die visuelle Form erhält somit Vorrang vor dem Text, was die Aufmerksamkeit des Betrachters zwischen der visuellen Form und dem Text hin und her springen lässt. Dieser kann jedoch nicht mehr in seiner ursprünglichen Form gelesen werden, da die Wörter zerfallen und ihre Fragmente sich zu unglaublichen Konstruktionen zusammenfügen. Es entsteht ein Wechselspiel zwischen der Textrealität und den Wörtern bzw. der visuellen Form der Wörter, im Unterschied zu ihren semantischen und phonetischen Aspekten. Der dekonstruierte Text enthält Bezüge zu den Ideen der internationalen Avantgarde- und DADA-Bewegung.
1988 verließen Svetlana und Igor Kopystiansky die Sowjetunion und zogen nach New York City, wo sie seither leben.
1990 begann Svetlana in New York eine neue Serie großformatiger Skulpturen und Installationen, die aus Buchausgaben bestehen. In dieser Werkgruppe wurden echte Bücher in Holzkisten platziert, sodass sie zu visuellen Objekten mit zum Betrachter hin aufgeschlagenen Seiten wurden. Für diese Arbeiten wurden englischsprachige Romanausgaben verwendet. In diesen Arbeiten werden echte Bücher in Holzkisten gelegt, wodurch der gesamte Inhalt bis auf die Titel sichtbar wird. Es handelt sich um englischsprachige Romanausgaben, die als Fundstücke verwendet werden und eine Anspielung auf die Ideen Marcel Duchamps darstellen. Die Seiten bilden jeweils eine einzigartige Form. Durch diese Formunterschiede kann der Betrachter unterschiedliche Textfragmente aus jedem Buch erkennen. Man fragt sich, ob die verschiedenen Texte miteinander verbunden sind oder nicht. Die Holzkisten selbst stellen eine Art zerlegte Bibliothek dar. Sie erinnern an Bauwerke und könnten an klassische Gebäudefassaden, Säulen oder andere architektonische Elemente erinnern. Seitdem wurden Werke dieser Serie international ausgestellt und befinden sich heute in bedeutenden Museumssammlungen.
Das Werk Universal Space entstand aus echten Büchern (Romanausgaben) und Turngeräten. Jedes Buch ist in einer eigenen Holzbox befestigt, die den Titel verbirgt, aber durch die Seiten eine eigenständige Form bildet. Sowohl die Bücher als auch die in dieser Arbeit verwendeten Sportgeräte sind Fundstücke. Die Installation schafft einen Raum mit doppelter Nutzung, der Funktionen kombiniert, die in der Realität nicht vereinbar sind, und verweist damit auf die künstlerischen Ideen des Surrealismus.
Im Jahr 1990 erhielten Svetlana und Igor Kopystiansky ein DAAD-Künstlerstipendium, das sie nach Berlin brachte. Dort entstand ihre erste Einzelausstellung in einem Museum mit dem Katalog In der Tradition, kuratiert von René Block für die Berlinische Galerie, Museum für Moderne Kunst, im Martin-Gropius-Bau in Berlin im Jahr 1991.
Svetlana und Igor Kopystiansky verfolgen individuelle Karrieren, arbeiteten aber auch regelmäßig gemeinsam. Ihre individuellen und gemeinschaftlichen Werke wurden in Museen und wichtigen internationalen Ausstellungen gezeigt und sind in den Sammlungen großer amerikanischer, europäischer und australischer Museen vertreten.
In der Sammlung des Whitney Museum of American Art sind Igor und Svetlana mit einer zweiteiligen Diaprojektionsinstallation mit dem Titel The Day Before Tomorrow vertreten, die 1999, im letzten Jahr des Jahrtausends, in den Straßen New Yorks aufgenommen wurde. Wie John Hanhardt in seinem Text mit dem Titel The Play of Time: The Art of Svetlana and Igor Kopystiansky schrieb, handelt es sich bei The Day Before Tomorrow um eine zweiteilige Diaprojektion, deren Bilder aus Hunderten von Schwarzweißfotografien ausgewählt wurden, die mit zwei Kameras aufgenommen wurden. Eine Kamera hielt Svetlana und die andere Igor. Sie standen nebeneinander, im Abstand von wenigen Metern, und filmten, was sich vor ihnen abspielte – Episoden des informellen Theaters, das sich tagtäglich auf den Bürgersteigen New Yorks abspielt. Die synchronisierten Bilder aus verschiedenen Stadtvierteln werden ohne Ton projiziert. Die Ereignisse stehen in keiner Verbindung zueinander und ergeben sich aus der Gegenüberstellung der beiden Perspektiven. Die Unterschiede der beiden Aufnahmen, die Verzögerungen und Vorgriffe innerhalb der Handlung, erzeugen ein skulpturales Theater, das sich in unterschiedlichen Geschwindigkeiten entfaltet. Da auf Film gedreht wurde, mussten die Bilder entwickelt werden, bevor sie von den Künstlern betrachtet werden konnten. Ihre Beobachtungen wurden also durch das Aufnahmegerät und den Entwicklungsprozess vermittelt. Die beiden Bildsequenzen erzeugen einen proto-filmischen Effekt angehaltener Bewegung, und die Entdeckungsfreude, die die Künstler selbst während der Filmentwicklung erfahren, wird auf den Betrachter übertragen.

### Film-/Videoarbeiten

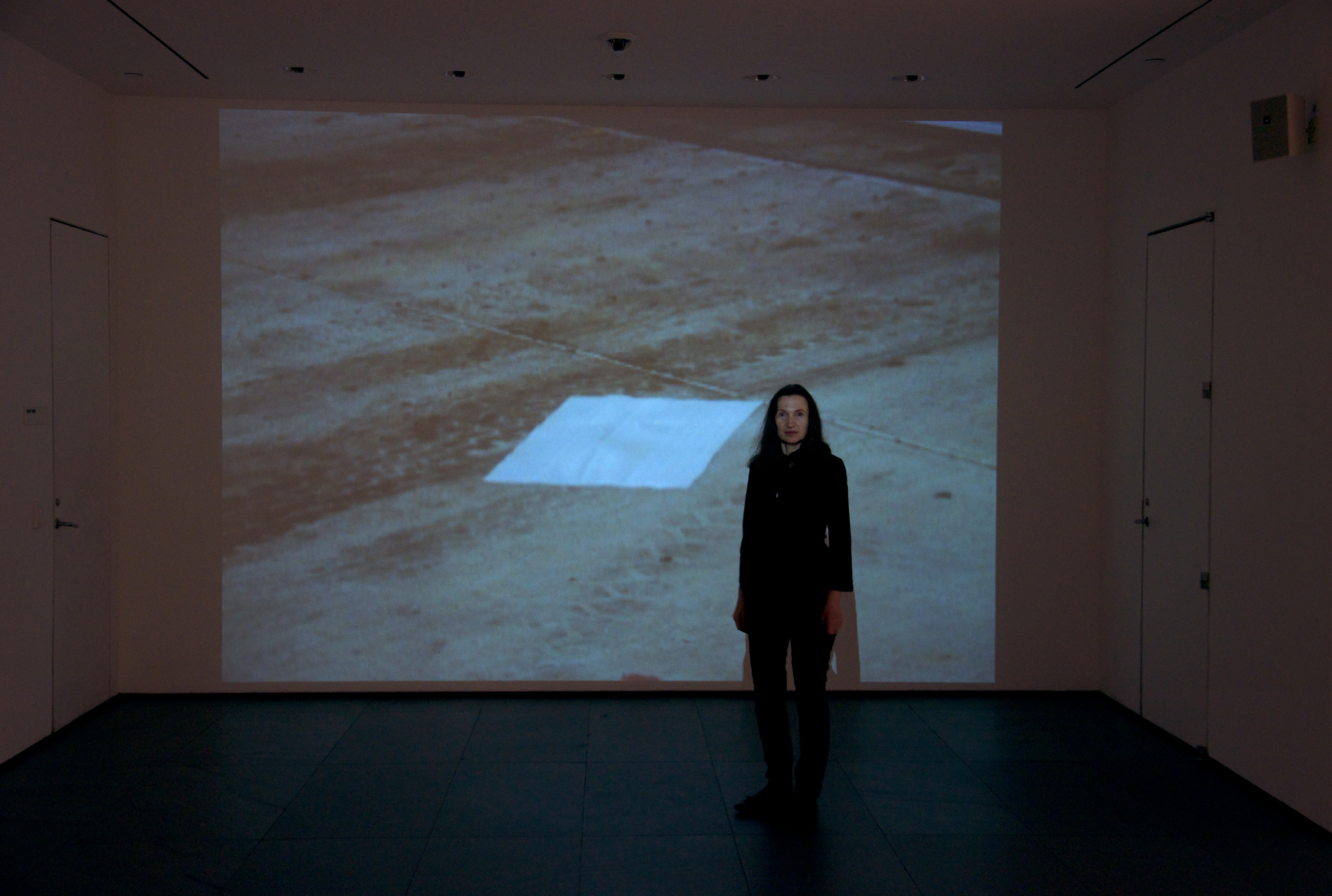
Svetlana Kopystiansky, at the exhibition of “Incidents” at MoMA, New York, 2012.

Die Kopystianskys produzieren zunehmend Videos. Ihr 1996/97 entstandenes Video Incidents, das in den Straßen von Chelsea, Manhattan, gedreht und 1997 von Kurator Harald Szeemann erstmals auf der Biennale in Lyon gezeigt wurde, meditiert über die potenzielle Schönheit und das Pathos weggeworfener Gegenstände, die vom Wind ballettartig durch eine Stadtstraße gewirbelt werden.
“In diesem Video von Igor und Svetlana Kopystiansky verwandeln sich Bruchstücke urbanen Abfalls in eine lyrische Symphonie alltäglicher Formen. Incidents wurde in windigen Straßen nahe dem Künstleratelier im Manhattan Stadtteil Chelsea gedreht, wo die Kopystianskys seit 1988 leben. Sorgfältig geschnitten aus Filmmaterial, das über einen Zeitraum von zwei Jahren aufgenommen wurde, als das Viertel noch heruntergekommen war, zeichnet das Video die fast ballettartigen Bewegungen weggeworfener Überreste einer urbanen Konsumkultur nach. Großflächig projiziert, verwandeln sich diese scheinbar zufälligen und unbedeutenden Materialien und nehmen kurzzeitig eine skulpturale oder architektonische Qualität an, bevor sie flüchtig aus dem Bild verschwinden. Ton spielt eine Schlüsselrolle in der Arbeit; Originalaufnahmen des kakophonischen Lärms der Stadt schärfen unser Bewusstsein für typischerweise übersehene und nebensächliche Elemente der Großstadt. Die Feier der zufälligen Begegnung durch die Kopystianskys verleiht weggeworfenem Müll die skurrile Individualität von Lebewesen. Diese Massenproduzierte Objekte werden aus ihrer ursprünglichen Rolle befreit und bilden eine offene Choreografie schwebender Skulpturen. Incidents unterstreicht die anhaltende Beschäftigung der Künstler mit der strukturierten Beobachtung des urbanen Raums, ihre Faszination für verlassene Formen der jüngeren Vergangenheit und ihr Interesse an den räumlichen und zeitlichen Möglichkeiten des Kinos. Mit einer spielerischen Anspielung auf Marcel Duchamps Readymade verwandeln sie ansonsten banale Momente und Materialien in komplexe Meditationen über das Spiel der Zeit und den Akt des Sehens.”
Incidents wurden in limitierten Auflagen produziert und von folgenden Museen erworben: MoMA, Metropolitan, Centre Pompidou, Museum of Fine Arts Houston, TATE Modern London, Museum für Moderne Kunst Frankfurt, Art Gallery of New South Wales Sydney und als Teil von Sammlungen großer Museen und auf wichtigen internationalen Ausstellungen ausgestellt. Eine vollständige Ausstellungsgeschichte der Videoarbeit Incidents (1996/1997) ist in einem Hinweis auf einen Ankauf auf der Website des MFAH, Museum of Fine Arts Houston, Texas veröffentlicht.
Spätere Kollaborationen, wie beispielsweise Yellow Sound aus dem Jahr 2005 aus dem Jahr 2005 aus der Sammlung des Smithsonian American Art Museum in Washington, D.C., beziehen ihren Titel von einer Theaterproduktion Wassily Kandinskys und ihre stumme Struktur und Laufzeit von John Cages berühmter Komposition 4'33" (1952), in der ein Klavierspieler an der Tastatur sitzt, den Deckel anhebt und für die nächsten vier Minuten und dreiunddreißig Sekunden bewegungslos und still verharrt. Als Vorlage für „Yellow Sound“ (2005) verwendeten Künstler gefundenes Stummfilmmaterial mit dem Bild einer Schallplatte. Der ursprünglich sehr kurze Film wurde verlangsamt, um seine Dauer auf 4:33 Minuten zu erhöhen. Während der gesamten Präsentation sieht der Betrachter ein Bild, das wie ein Standbild aussieht. Lediglich Staub, Kratzer und andere Originalschäden des Films, die langsam erscheinen und verschwinden, zeigen den Zeitfluss.
In dem Video Portrait (2006), das in der Sammlung des Metropolitan Museum of Art zu sehen ist, verwendete Kopystiansky einen kurzen Ausschnitt aus Masculin Féminin von Jean-Luc Godard. Dieser ausgewählte Clip wurde gleichzeitig vorwärts und rückwärts abgespielt. Die Künstler beschreiben ihr Vorgehen wie folgt: „Der Effekt besteht darin, dass das Bild die meiste Zeit verdoppelt wird, aber in der Mitte des Programms für eine 24-Sekunde zu einem einzigen Standbild verschmelzen. Dieser Moment wird durch die Bewegung des Films in der Projektionskamera bestimmt.“
In der Filmarbeit Pink and White – A Play in Two Time Directions aus dem Jahr 2006 überlagern Künstler dasselbe Filmmaterial vorwärts und rückwärts. Die suggestive Qualität dieser Stücke wird durch das Vor- und Zurückspulen der Zeit/Handlung verstärkt, wodurch ein Gefühl von Zeit als gefundenes Ereignis und verlorene Erinnerung entsteht. Pink and White unterstreicht ihr Interesse am frühen Kino und der surrealistischen grafischen Intensität des Fotografen Man Ray.

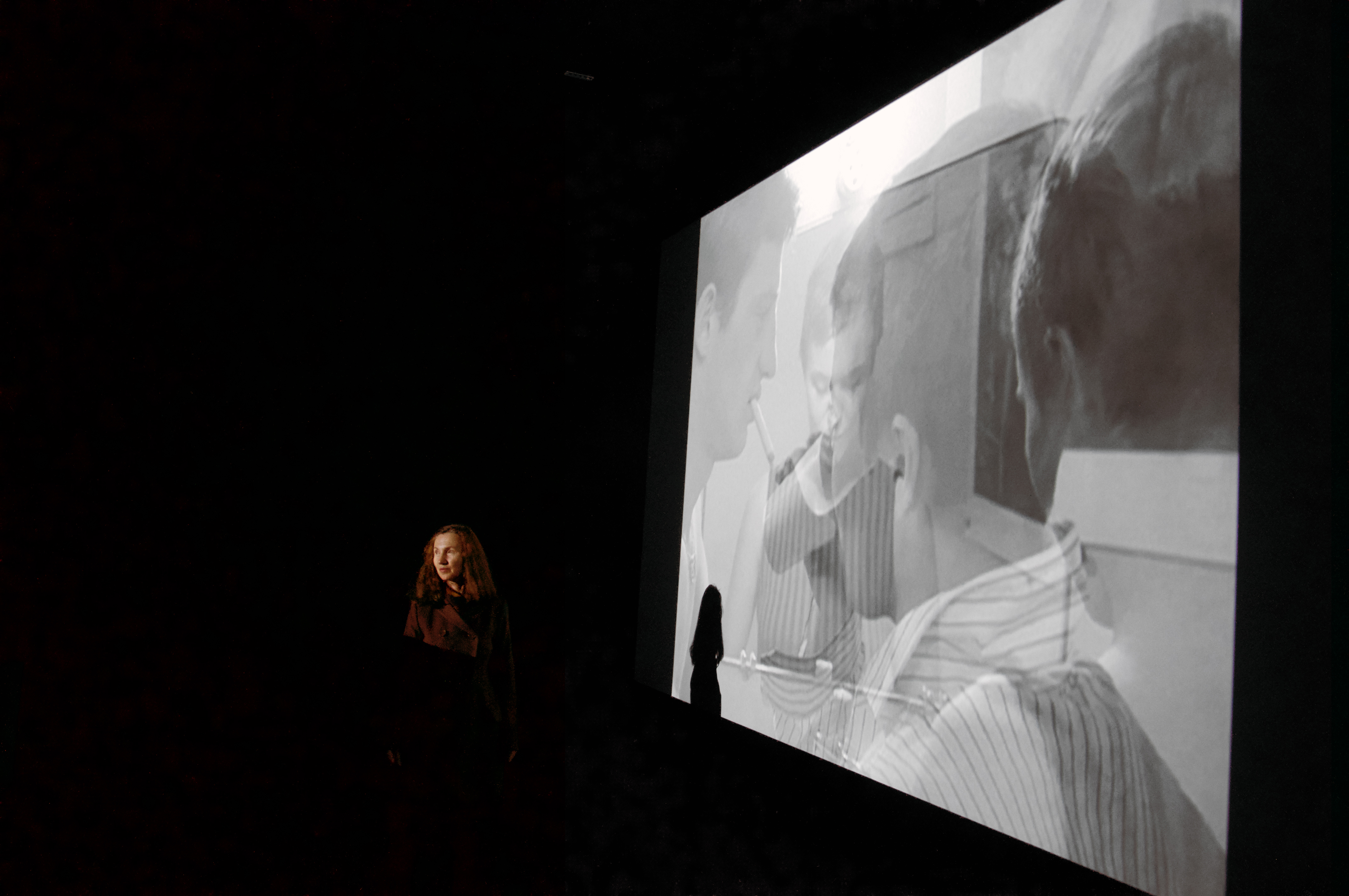
Svetlana Kopystiansky. Exhibition of Fiction Double at the Centre Pompidou. Collection Centre Pompidou MNAM.

Pink and White steht in Beziehung zu zwei weiteren Film-/Videoarbeiten von Igor und Svetlana Kopystiansky: Double Fiction (2008) und Fiction Double (2008). In beiden Werken ist der gesamte Film – The Birds von Alfred Hitchcock und Breathless von Jean-Luc Godard – wurden in zwei Richtungen abgespielt: vorwärts und rückwärts. Ihre Soundtracks wurden, im Gegensatz zu Pink and White, von den Originalfilmen übernommen. Beide Filme entstanden fast zeitgleich mit nur drei Jahren Abstand: „Breathless“ (1960) und „The Birds“ (1963). Beide zeichnen sich durch dramatische Intensität und eine klassisch aufgebaute fiktionale Filmerzählung aus: Die Erzählzeit bewegt sich geradlinig in eine Richtung. Beide Filme repräsentieren die Kinematographie eines Autors, und den Künstlern war es wichtig, klassische Filme zu verwenden, die jedem Zuschauer in Erinnerung bleiben. In „Double Fiction“ und „Fiction Double“ wird jeweils das gesamte Filmmaterial von Alfred Hitchcocks „The Birds“ und das gesamte Filmmaterial von Jean-Luc Godards „Breathless“ mit Ton gezeigt, von Anfang bis Ende und umgekehrt, von Ende bis Anfang gleichzeitig, und beide Zeitabläufe sind für den Zuschauer in jedem Moment der Vorführung sichtbar. Auf diese Weise integrierte Kopystiansky den gesamten Film als Fundstück und überdachte die Rezeption der Erzählzeit im klassischen Kino. In einem visuellen Teil werden frühe Szenen mit späteren Szenen verbunden. In der Mitte verschmelzen die übereinandergelegten Filme zu einem einzigen. Die beiden gegenläufigen Zeitströme vereinen sich für einen kurzen Moment, dessen Dauer durch die Geschwindigkeit der Filmvorführung definiert wurde: 1/24 Sekunde. Die Dekonstruktion eines ursprünglichen Erzählinhalts wirkte gleichzeitig konstruktiv, indem sie eine neue visuelle und akustische Qualität des Werks schuf und ein neues visuelles Objekt hervorbrachte. In diesem neuen Werk veränderten sich die Beziehungen zwischen den Figuren, und gleichzeitig entstanden neue Beziehungen, neue Interaktionen zwischen ihnen. Die Figuren interagieren auch mit sich selbst, da sie gleichzeitig in zwei Zeiträumen auf dem Bildschirm präsent sind. Jedes nächste Bild ist eine unvorhersehbare visuelle Kombination. Die gesamte Musik, alle Geräusche und jedes gesprochene Wort im Film wurden stets zweimal abgespielt: in die normale Richtung und umgekehrt. Ein wichtiger Bestandteil dieser Werke ist die verbale Sprache. Der Ton wurde an das Bild gebunden und gleichermaßen entweder in die normale Richtung oder umgekehrt abgespielt. Im zweiten Fall wurden gesprochene Worte zu einer Unkenntlichkeit verändert und erhielten durch den Verlust ihrer Kommunikationsmittel neue Qualitäten und wurden zu abstrakten Klängen. John Hanhardt schrieb über „Double Fiction“: „Ein Werk von erstaunlicher Einfachheit und Originalität, das die metafilmische Arbeit von Künstlern wie Douglas Gordon und Stan Douglas und den Umgang mit Sprache in Gary Hills Videobändern auf das komplexe Terrain von Erzählung, Geschichtenerzählen und Wahrnehmung überführt.“
Die Videoinstallation Crossroad (2009) wurde erstmals 2010 in der Einzelausstellung von Igor und Svetlana Kopystiansky im Musée d'Art Moderne de Saint-Etienne Métropole in Frankreich gezeigt. Unbearbeitetes Filmmaterial von sechs verschiedenen Kreuzungen in Lower Manhattan zeichnete in Echtzeit alle Ereignisse auf, die sich vor der Kamera abspielten, mit allen Geräuschen der Umgebung. Aus diesen sechs Videoaufzeichnungen erstellten die Künstler drei Videoprogramme, wobei sie für jeden Bildschirm zwei Aufnahmen verwendeten, indem sie diese übereinanderlegten und während der Wiedergabe eine Aufnahme sehr langsam in eine andere und wieder zurück überblendeten. Auf diese Weise werden während einer Projektion Bilder langsam und allmählich von einer Aufnahme eines Ortes in eine Aufnahme eines anderen Ortes in der Stadt überblendet. Zu Beginn jedes Programms steht nur ein einziges Bild, das ein perfektes Bild von einem Ort darstellt, unmittelbar danach beginnt eine sehr lange und allmähliche Überblendung, die mit einem Einzelbild eines weiteren „perfekten Bildes“ aus einer zweiten Aufnahme endet. Nach Erreichen dieses Punktes beginnt eine ebenso langsame Überblendung zurück zur ersten Aufnahme. In der restlichen Zeit wird auf jedem Bildschirm eine Mischung aus zwei verschiedenen Orten und zwei Zeitabschnitten projiziert, wodurch eine neue fiktive visuelle Realität entsteht. Die Architektur wird völlig unwirklich und ein allmählicher Übergang zwischen zwei verschiedenen Orten erzeugt eine Verschiebung von Zeit und Raum.

## Ausstellungen
Kopystianskys individuelle und kollaborative Werke wurden in Ausstellungen in Institutionen wie dem MoMA, Metropolitan Museum in New York City; Centre Pompidou, Paris; Tate Modern, London; Museo Reina Sofia, Madrid; Smithsonian American Art Museum, Washington; Art Institute of Chicago; MFAH Texas; Museum of Contemporary Art Chicago; Whitechapel Art Gallery, London; Museum für Moderne Kunst MMK Frankfurt am Main; Deichtorhallen Hamburg; Kunsthalle zu Kiel; Stedelijk Museum voor Actuele Kunst Gent; Art Gallery of New South Wales, Sydney; Museum of Contemporary Art, Vigo, Spanien; MUMOK, Wien; Henry Art Gallery, Seattle gezeigt. Igor und Svetlana Kopystiansky hatten unter anderem Einzelausstellungen im Musée d’Art Moderne de Saint-Etienne, Frankreich; Kunsthalle Düsseldorf; Sprengel Museum Hannover; Kunsthalle Fridericianum, Kassel; Espoo Museum of Modern Art, Finnland; Scottsdale Museum of Contemporary Art Arizona; Fine Arts Center UMass, Amherst Massachusetts; Galleria d'Arte Moderna e Contemporanea, Bergamo; Muzeum Sztuki in Łodz, Polen; Litauisches Nationalmuseum in Vilnius, Litauen.
Svetlana Kopystianskys Einzelwerke und gemeinsame Arbeiten mit Igor wurden auf wichtigen internationalen Ausstellungen gezeigt, darunter auf der Biennale von Venedig 1988, der Biennale von Sydney 1992, der Biennale von São Paulo 1994, der Biennale von Istanbul 1995, der Biennale von Lyon 1997, Johannesburg Biennale 1997, Liverpool Biennale 1999 und der documenta11 2002 aus. 1997 war Svetlana Kopystiansky Teilnehmerin der Skulptur.Projekte, Münster.
Die Lisson Gallery in London hat Igor und Svetlana Kopystiansky von 2001 bis 2011 vertreten. Die Zusammenarbeit mit der Lisson Gallery begann im Jahr 2000, als Igor und Svetlana während ihres New York-Aufenthalts eine Einladung zur Teilnahme an der Ausstellung Video Work der Lisson Gallery in Covent Garden, Kean Street 9, vom 28. April bis 26. Mai in London erhielten, die zeitgleich mit der Eröffnung der Tate Modern stattfand. Bei dieser Ausstellung präsentierten Igor und Svetlana ihre Videoarbeit „Fog“ (2000), die von den Chelsea Piers auf der anderen Seite des Hudson River gefilmt wurde. Im Jahr 2024 wurde Fog (2000) vom Walker Art Center erworben. An der Ausstellung Video Work der Lisson Gallery nahmen teil: Francis Alÿs, Pierre Bismuth, Vanessa Beecroft, Mat Collishaw, Ceal Floyer, Douglas Gordon, Rodney Graham, Igor & Svetlana Kopystiansky, Paul McCarthy, Jonathan Monk, Tony Oursler, Simon Patterson, Julião Sarmento, Marijke van Warmerdam, Jane & Louise Wilson.
Auf der Armory Show in New York im Jahr 2001 präsentierte die Galerie Lisson ein Videoprogramm, darunter Incidents (1996/1997) von Igor und Svetlana Kopystiansky sowie Videoarbeiten von Rodney Graham, Francis Alÿs, Jane & Louise Wilson, Julião Sarmento, Simon Patterson, Paul McCarthy, Dan Graham und Pierre Bismuth.
Ein wesentlicher Teil der ersten Einzelausstellung von Igor und Svetlana in der Lisson Gallery in London im Jahr 2002 bestand aus Installationsarbeiten, die in den Straßen New Yorks gefilmt wurden, darunter die Zwei-Bildschirm-Diaprojektionsinstallation The Day before Tomorrow (1999), die 2009 in die Sammlung des Whitney Museum of American Art erworben wurde.
Zum ersten Mal The Day before Tomorrow wurde ausgestellt: Chronos & Kairos: die Zeit in der zeitgenössischen Kunst. Curator René Block, Künstler einschließlich: Joseph Beuys, George Brecht, Marcel Broodhaers, John Cage, Hanne Darboven, Jan Dibbets, Marcel Duchamp, Hans Peter Feldmann, Robert Fillou, Dick Higgins, Allan Kaprow, On Kawara, Joseph Kosuth, Igor and Svetlana Kopystiansky, George Maciunas, Bruce Nauman, Yoko Ono, Nam June Paik, Man Ray, Dieter Rot, Thomas Ruff, Endre Tot, Rosemarie Trockel, Ben Vautier, Wolff Vostell, Andy Warhol, Lawrence Weiner, Emmett Williams. 5 Sept.-7 Nov. 1999.
2006 präsentierten Igor und Svetlana in ihrer zweiten Einzelausstellung in der Lisson Gallery die Videoinstallation Yellow Sound (2005), die seit 2009 in der Sammlung des Smithsonian American Art Museum in Washington, D.C. vertreten ist, zwei Videoprojektionsinstallationen (Sandglass) Establishing Shot, im Auftrag des Scottsdale Contemporary Art Museum, begleitet von einem Fotoprojekt Fade, das ebenfalls in der Wüste von Arizona entstand. Die Ausstellung umfasste außerdem Pink and White, eine Multi-Screen-Videoinstallation, und Gemälde von Svetlana Kopystiansky: Landschaften und Seestücke, gestaltet durch handgeschriebene Texte, die Gedichten von Samuel Beckett entnommen sind, sowie Arbeiten auf Papier.
Die erste Ausstellung von Svetlana Kopystiansky in New York City und den USA fand vom 16. Juni bis 16. Juli 1988 in der Cable Gallery, 611 Broadway, New York City, statt. An dieser Ausstellung nahmen Svetlana Kopystiansky, Brenda Miller und Collier Schorr teil. Svetlana stellte ihre textbasierten Gemälde aus, darunter eines ihrer frühesten textbasierten Gemälde: Landscape (1982), das damals von amerikanischen Sammlern erworben und später dem MFAH, Museum of Fine Arts Houston, Texas, gespendet wurde.

## Öffentliche Sammlungen
- Museum of Modern Art[30]
- Metropolitan Museum of Art[31]
- Whitney Museum[32]
- Art Institute of Chicago[33]
- MFAH, Museum of Fine Arts, Houston[34]
- Walker Art Center, Contemporary Art Museum, Minneapolis[35]
- Smithsonian American Art Museum[36]
- Henry Art Gallery in Seattle.[37]
- Centre Pompidou Paris[38]
- Tate Modern, London[39]
- Art Gallery of New South Wales, Sydney[40]
- MUMOK Wien[41]
- Ludwig Forum for International Art, Aachen.[42]
- Berlinische Galerie[43]
- Museum für Moderne Kunst, Frankfurt am Main[44]
- Frac Corsica[45]
- MOCAK, Museum of Contemporary Art Krakow,[46]
- Museum of Art, Łódź, Poland[47]
- Tartu Art Museum, Tartu Kunstimuuseum Estonia[48].
- Centro per l'arte contemporanea Luigi Pecci, Italien.[49]

## Archiv
- Fonds Igor et Svetlana Kopystiansky. Bibliothèque Kandinsky[50] – MNAM-CCI – Centre Pompidou, Paris[51]

## Auszeichnungen
- 1990 Stipendium des DAAD
- 2000 Käthe-Kollwitz-Preis[52]
- 2008 Residences Internationales aux Recollets in Paris

## Weiterführende Literatur
- Thierry Davila, „Heuristique des courants d’air. De Léonard de Vinci à Marcel Duchamp, Hans Haacke et au-delà“. Les Cahiers du Musée national d’art moderne 2019/1 N° 146, EAN 9782844268372
- Philippe-Alain Michaud. Sur le film. Editions Macula, France. 464 pages index150 illustrations couleur, 185 illustrations noir et blanc, S. 207–220. 2016, ISBN 978-2-86589-085-9, ISSN 2430-8943,
- Michel Gauthier. Scenes from the life of palimpsests in Art Lovers. Stories of Art in the Pinault Collection at the Grimaldi Forum Monaco, from 12 July to 7 September 2014. Lien Art. Curator Martin Bethenod. Texts: Après by Martin Bethenod. ISBN 978-2-35906-112-3
- Adam D. Weinberg. The Binary Method, Some Thoughts on Two Projects: Incidents and The Day Before Tomorrow in: Artist, work, Lisson. Lisson Gallery London, England. "ARTIST WORK LISSON documents the history and legacy of Lisson Gallery over the past 50 years. Under the art direction of famed Dutch designer Irma Boom, the publication features an A-to-Z of every artist who has had a solo exhibition at the gallery. S. 14, 340, 341, 464–465, 472–473474, 662–665. Distributed in North America by Artbook | D.A.P., 2017. ISBN 978-0-947830-63-2
- Adam D. Weinberg. “Das binäre Verfahren. Überlegungen zu zwei Arbeiten Incidents und The Day Before Tomorrow.” Das Fridericianum Magazin. Kunstverein und Kunsthalle, Nov. 2005, S. 42–45.
- Hemken, Kai-Uwe: Die doppelte Documenta 11 – Die Videoinstallation "Flow" von Igor & Svetlana Kopystiansky als Sinnbild einer mediatisierten documenta. XXD11: Über Kunst und Künstler der Gegenwart. Ein Nachlesebuch zur Documenta 11. Kassel University Press ; Erscheinungstermin. 1. Mai 2003 ; ISBN 3-89958-506-2.
- "Kunst der letzten 10 Jahre." Curated by Dieter Ronte and Wolfgang Drechsler. Museum of Modern Art, Vienna. 28 April bis 24. September 1989. S. 14, 150–153. ISBN 3-900776-03-2
- "Documenta 11," Director Okwui Enwezor. Kassel, Germany. 2002. ISBN 3-7757-9088-8
- “Chronos & Kairos: die Zeit in der zeitgenössischen Kunst;” Museum Fridericianum Kassel, Curator René Block, Verlag: Documenta und Museum Fridericianum Kassel, 1999. Kunsthalle Fridericianum, 5 Sept.-7 Nov. Kassel, Germany. ISBN 3-927015-13-X
- "Trace," Liverpool Biennial of Contemporary Art, (Curator Anthony Bond). The Tate Gallery Liverpool, ISBN 0-9536761-0-2
- "2nd Johannesburg Biennale," Curator Okwui Enwezor. Johannesburg, South Africa. ISBN 978-0-620-21522-0
- "L'Autre. 4e Biennale de Lyon, Art Contemporain," Curator Harald Szeemann, Lyon, France ISBN 2-7118-3574-X
- The 4th International Istanbul Biennial, ORIENT/ATION–The Vision of Art in a Paradoxical World Turkey. Director: René Block. Venue: Antrepo no. 1, Yerebatan Cistern, Hagia Eirene Museum, Atatürk Cultural Center Art Gallery. ISBN 2-87939-249-7
- “Caravanserraglio, Fuori Uso ‘95,” Curator Giacinto Di Pietrantonio. Ex Aurum, Pescara, Italy. ISBN 978-1-9993170-0-3
- "Cocido y Crudo," Museo National Centro de Arte Reina Sofia, Madrid, Spain. Curator Dan Cameron. 1994. S. 50, 58, 118–121, 234 237, 324, 330. ISBN 84-8026-042-4
- “Ich will daß Du mir glaubst. 9th Triennial of Small Sculpture,” Curator Jean-Christophe Ammann, Natalie de Ligt. Fellbach, Germany. Alte Kelter – 26.6. bis 26.9.2004. Participating artists: Nobuyoshi Araki, Stephan Balkenhol, Thomas Bayrle, Linda Benglis, Heiner Blum, Louise Bourgeois, Peter Fischli/David Weiss, Ceal Floyer, David Hammons, Martin Honert, Bethan Huws, Igor und Svetlana Kopystiansky, Zoe Leonard, Martin Liebscher, Cathy de Monchaux, Ron Mueck, Bruce Naumann, Markus Raetz, Martial Raysse, Andreas Slominski, Rosemarie Trockel, Erwin Wurm. Herausgebende Fellbach, Württ Stadt Fellbach Publikationsjahr 2004. ISBN 978-3-86984-147-2
- "The Boundary Rider," 9th Biennale of Sydney. Curator Anthony Bond. AGNSW, Sydney, Australia. ISBN 978-1-921034-84-8
- “Dialog im Bode museum.” Curators Klaus Biesenbach. Staatliche Museen Preussischer Kulturbesitz, Bodemuseum Berlin, 1992. ISBN 978-0-9841776-2-2
- Jörn Merkert. Kunst die in Berlin entstand: Meisterwerke der Berlinischen Galerie. Prestel, München 2004, ISBN 3-7913-3217-1
- “From Trash to Treasure. Vom Wert des Wertlosen in der Kunst.” Edited by Anette Hüsch. Kunsthalle zu Kiel. Participating artists: Arman, Joseph Beuys, George Brecht, Pavel Büchler, Christo, Tony Cragg, Jürgen Drescher, Marcel Duchamp, Sylvie Fleury, Gilbert & George, Asger Jorn, Arthur Køpcke, Igor und Svetlana Kopystiansky, Urs Lüthi, Gordon Matta Clark, Olaf Metzel, Robert Morris, Vik Muniz, Mimmo Rotella, Dieter Roth, Kurt Schwitters, Daniel Spoerri, Jacques de la Villeglé, Wolf Vostell. Published by Kerber, 2011. ISBN 978-3-86984-147-2
- “Erre, variations labyrinthiques.” Organized by Hélène Guenin and Guillaume Désanges. Préfaces d’Alain Seban et de Laurent Le Bon, Centre Pompidou-Metz, 2011. ISBN 2-35983-014-7
- Tempo ao tempo / Taking time. Catalog of an exhibition held at MARCO, Museo de arte contemporánea de Vigo, Oct. 19, 2007-Feb. 17, 2008. Texte von Isabel Carlos, Félix Duque und Iñaki Martínez Antelo, ISBN 978-84-935505-4-7 (galicisch, spanisch, englisch).
- Klaus Bußmann (Hrsg.): Sculpture projects in Münster 1997. Hatje, Ostfildern-Ruit 1997, ISBN 3-7757-0667-4, S. 264–267.
- "Time Capsule. A Concise Encyclopedia by Women Artists." Edited by Robin Kahn, introductions by Kathy Acker and Avital Ronell. Artists including: April Gornik, the Guerilla Girls, Lynda Benglis, Vivienne Koorland, Svetlana Kopystiansky, Joan Jonas, Alison Knowles, Barbara Kruger, Carolee Schneemann, Rosemarie Castoro, Yayoi Kusama, May Stevens. Creative Time in cooperation with SOS Int’l, New York, 1995, S. 326, 683. ISBN 978-1-881616-33-7
- "Art and Text," Black Dog Publishing Will Hill, Charles Harrison, Dave Beech. London. Edited by Aimee Selby. 279 S. 2019. This volume covers the development of the textual medium in art from the early combinations of text, lettering and image in the work of seminal artists such as El Lissitzky and Kurt Schwitters right up to the present day. The use of written language has been one of the most defining developments in visual art of the twentieth century. The use of text can be seen in some of the most avant-garde artwork of the twentieth century; René Magritte and dadaist artists used it to describe anti-art and anti-aesthetic sentiment. The work of some of the most famous conceptual artists of the 1960s began to use written language as an artwork in itself. Artists such as John Baldessari, Lawrence Weiner and Bruce Nauman, who are still today some of the world's most respected artists, helped push the boundaries of what constitutes art at the time and it has continued to develop since that period. The expansive Art & Language group of artists and theorists, including Joseph Kosuth, also reconsidered the possibilities of "linguistic art."Evans -- Textuality : Vito Acconci ; Fiona Banner ; Robert Barry ; Mark Bijl ; Xu Bing ; Mel Bochner ; Claus Carstensen ; Adam Chodzko ; Hanne Darboven ; Jeremy Deller ; Douglas Gordon ; Jens Haaning ; Gary Hill ; Roni Horn ; Svetlana Kopystiansky ; Simon Lewty ; Glenn Ligon ; Hayley Newman ; Simon Patterson ; Daniel Pflumm ; Tom Phillips ; Olivia Plender ; Jaume Plensa ; Simon Popper ; Richard Prince ; Ugo Rondinone ; Allen Ruppersberg ; Carolee Schneemann ; Jeffrey Shaw ; Catherine Street ; Joanne Tatham & Tom O'Sullivan ; Cy Twombly ; Cerith Wyn Evans ; Carey Young. ISBN 978-1-906155-65-0 OCLC 339957164 https://archive.org/details/arttext0000unse/page/n295/mode/2up
- "Allegorie de la Richesse, Baroque et art contemporain.” Chapelle St. Louis de la Salpêtrière, Paris, France. Artists: Elisabeth Ballet, Daniel Buren, Anne-Katrine Dolven, Roland Eckelt, Svetlana Kopystiansky, Johan Lorbeet, Inge Mahn, Eliseo Mattiacci, Marcel Odenbach, Gundula Schulze, Jacques Vieille. ISBN 3-89322-621-4
- "Di Carta e d'Altro, Libri d'Artista," Center for Contemporary Art Luigi Pecci, Prato, Introduction by Ida Panicelli, text by Antonella Soldaini and Silvana Barni, ISBN 88-85191-08-8
- "Future Perfect," Curated by Dan Cameron. Hochschule für Angewandte Kunst, Vienna, S. 42–45, ISBN 3-86771-098-X
- "Jetztzeit," Curator Saskia Bos: Kunsthalle Vienna, traveled to De Appel, Amsterdam, Netherlands. 1995. Bizhan Bassiri, Kim Fowley, Franz Graf, Peter Kogler, Elke Krystufek, Thomas Locher, Tatsuo Miyajima, Svetlana Kopystiansky, Albert Oehlen, Gerwald Rockenschaub, Lincoln Tobier, Matta Wagnest, Franz West, Heimo Zobernig, Kunsthalle Vienna, traveled to De Appel, Amsterdam, Netherlands. ISBN 978-3-89322-666-5